# Diamants noirs sur canapé
Diamants noirs sur canapé est la onzième histoire de la série Léo Loden par Christophe Arleston et Serge Carrère. Elle est publiée pour la première fois en 1999 aux éditions Soleil.

## Synopsis
Tout va mal pour Léo Loden. Ses finances sont au plus bas, Marlène le quitte, les huissiers lui saisissent ses meubles... Il se retrouve à la rue, soutenu par son oncle Loco qui ne le laisse jamais tomber. Mais un courrier le relance sur une nouvelle affaire dans le Luberon : une commerçante est victime de rites sataniques. En voudrait-on à son terrain à la campagne ? Léo mène l'enquête...